# Ruggero Giacomini
Ruggero Giacomini (Pianelle, 1º maggio 1945) è uno storico e politico italiano.
Studioso di Antonio Gramsci e della campagna d'Italia, è dal 2020 segretario regionale del Partito Comunista Italiano nelle Marche.

## Biografia
Ruggero Giacomini nasce a Sarnano, nella frazione Pianelle in provincia di Macerata il 1º maggio 1945. Nato da Armando, studiò Storia dei partiti e movimenti politici ad Urbino, dove iniziò la sua carriera intellettuale e politica, avvicinandosi al movimento studentesco dell’università. Di questo periodo è la sua amicizia con Domenico Losurdo.
Prima dello scioglimento del partito ha partecipato al Comitato Federale di Ancona del PCI, è stato Segretario provinciale e membro del Comitato politico nazionale di Rifondazione Comunista, membro del Comitato regionale del PdCI e dal 24 novembre 2020 Segretario del nuovo PCI delle Marche. Allievo di Enzo Santarelli, è attualmente presidente del Centro culturale marchigiano “La Città futura”.
Candidato con il PCI nelle Marche alle elezioni politiche del 2022, non risulta eletto non avendo la lista raggiunto la soglia di sbarramento.

## Opere
- Antimilitarismo e pacifismo nel primo Novecento. Ezio Bartalini e «La Pace» (1903-1915), Franco Angeli, 1991, ISBN 8820466481.
- Ancona durante il fascismo, Il Lavoro Editoriale, 1995, ISBN 8876632271.
- Antonio Gramsci, numero monografico de Il Calendario del Popolo, Milano, Nicola Teti Editore, 1997.
- Ribelli e partigiani. La Resistenza nelle Marche 1943-44, Affinità Elettive Editore, 2005, ISBN 8873260519.
- Castelvecchio e Pianelle tra le due Tenne. Vicende storiche, sovranità e conflitti... tra Sarnano, Amandola e San Ginesio, L'Orecchio di Van Gogh, 2006, ISBN 8887487448.
- Gramsci detenuto, il PCI e la Russia sovietica. Distorsioni e falsi del revisionismo storico, La Città del Sole, 2006, ISBN 8882922154.
- A. Rossi (a cura di), Una donna sul monte. La partigiana Maria Rossini di Cabernardi e il mistero dei militi scomparsi nella strage del S. Angelo di Arcevia, Affinità Elettive Editore, 2012, ISBN 8873261906.
- Il giudice e il prigioniero. Il carcere di Antonio Gramsci, Castelvecchi, 2014, ISBN 8868262185.
- Gramsci e il giudice, Castelvecchi, 2017, ISBN 8832821702.
- La lotta per la libertà e il dovere della memoria. Zeno Rocchi e il Novecento a Sarnano, Affinità Elettive Editore, 2017, ISBN 8873263380.
- Antonio Gramsci. Nell'ottantesimo della morte, Affinità Elettive Editore, 2017, ISBN 887326347X.
- Il processo Stalin, Roma, Castelvecchi, 2019, ISBN 8832825961.
- Scritti sul partito, MarxVentuno, 2020, ISBN 8894472132.
- Va da Valona! La rivolta dei bersaglieri e le «giornate rosse», Castelvecchi, 2020, ISBN 8832829797.
- Storia della Resistenza nelle Marche (1943-1944), Affinità Elettive Edizioni, 2020, ISBN 8873264603.
- Bella ciao. La storia definitiva della canzone partigiana che dalle Marche ha conquistato il mondo, Roma, Castelvecchi, 2021, ISBN 8832902621.